# Castrochavismo

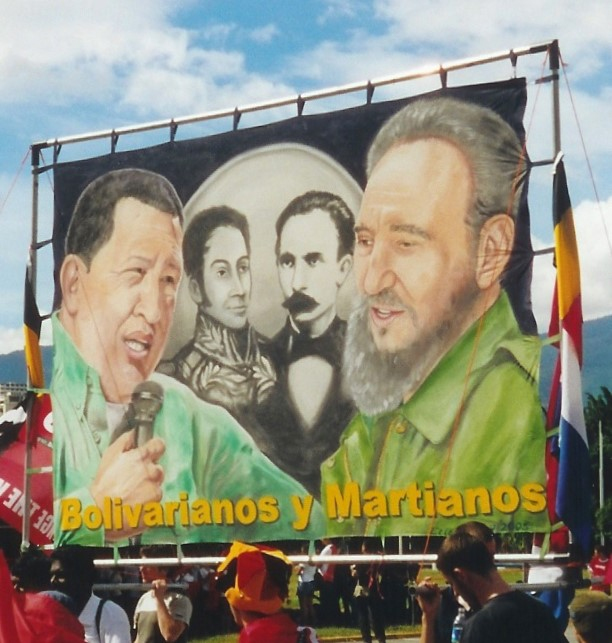
Fidel Castro y Hugo Chavéz en una pancarta en el Festival Mundial de la Juventud y los Estudiantes en Caracas en 2005

El castrochavismo es un término asociado a ideologías de extrema izquierda, que combina el castrismo y el chavismo, afines a las ideologías del socialismo del siglo XXI o del comunismo. Según sectores de derecha, el castrochavismo es una ideología en sí misma, mientras que sectores políticos de izquierda señalan que el nombre no corresponde a alguna ideología existente y lo han descrito como una «figura retórica» o una «falacia».
El término ha cobrado auge en el contexto colombiano y en América Latina se ha convertido en un término que describe la ideología de la Revolución bolivariana o los gobiernos, partidos políticos, políticos y dirigentes que apoyan a los gobiernos de Venezuela y Cuba como parte de la «revolución obrera». El término ha sido usado de manera repetitiva, como estrategia de propaganda negra, en prácticamente cada proceso electoral reciente de América Latina, y ha llegado a ser utilizado hasta por el expresidente estadounidense Donald Trump durante la campaña presidencial de 2020.

## Contexto
El castrochavismo es un término usado en la política colombiana por Álvaro Uribe Vélez y su partido político Centro Democrático, quienes lo usan para referirse a una ideología política de izquierda creada y perfeccionada en Venezuela y Cuba, con grandes posibilidades de entrar a Colombia de la mano de los Acuerdo de paz entre el gobierno colombiano y las FARC-EP, ya que, según ellos, la entrada de esta guerrilla al sistema político colombiano traería consigo el fin de la democracia en Colombia debido a que ellos se perpetuarían en el poder tal como lo hizo Hugo Chávez acabando con las instituciones y con la separación de poderes. Asimismo, según Víctor M. Mijares, el castrochavismo se ha internacionalizado a través de mecanismos como Petrocaribe y la Alianza Bolivariana para los Pueblos de Nuestra América, haciendo que la realidad venezolana tenga una «interpretación mucho mayor».

## Etimología

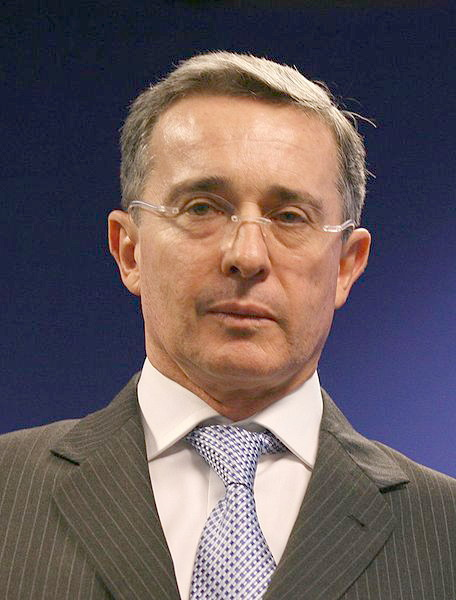
El uribismo, encabezado por Álvaro Uribe Vélez ha utilizado constantemente el término, popularizando su uso en la política colombiana.

Es un neologismo que fue usado por la derecha colombiano desde el 2005 para menospreciar el eje político de Venezuela y Cuba. Posiblemente el ultraderechista Fernando Londoño Hoyos fue el primero en usar el término. Fue popularizado después de varios discursos del expresidente colombiano Álvaro Uribe Vélez a partir del 2012 en el marco de su oposición al Acuerdo de paz entre el gobierno colombiano y las FARC-EP en Habana y contra el presidente Juan Manuel Santos y su administración:. Según Uribe, el término describe

un escenario donde la economía es un fracaso, la prensa libre es destruida, la libre expresión eliminada, el derecho a la propiedad privada borrado, la justicia suprimida y los nexos con los regímenes de Cuba y Venezuela aumentados y convertidos en norma."

El historiador y sociólogo chileno Fernando Mires lo usó igualmente en un ensayo de 2017. De igual manera, el político Álvaro Uribe Vélez lo utiliza para promover sus candidatos e influenciar en el electorado colombiano.
El término castrochavismo es una combinación de las palabras «castrismo» y «chavismo», las cuales se refieren a ideologías políticas de la izquierda latinoamericana.  
Por una parte, el castrismo se refiere a la ideología política comunista inspirada por Fidel Castro, líder de la Revolución cubana. Esta es muy crítica con el capitalismo y el imperialismo, especialmente el de los Estados Unidos y en favor de la cooperación política y social entre los Estados de América Latina. Esta teoría estaría fuertemente influenciada según el régimen cubano, por el pensamiento patriótico del revolucionario cubano progresista José Martí.
Por otra parte, el chavismo hace referencia a la ideología y movimiento político de izquierda socialista surgido en Venezuela alrededor de la figura de Hugo Chávez. Al fenómeno sociopolítico desarrollado por el chavismo en Venezuela se le denomina como Revolución Bolivariana.
Hugo Chávez gobernó entre 1999 y 2013. Siempre declaró inspirarse en las ideas de Simón Bolívar, quien forma parte junto con Simón Rodríguez y Ezequiel Zamora del concepto chavista del Árbol de las Tres Raíces. El chavismo incorpora también ideas de otros líderes de la izquierda como Karl Marx, Lenin, Che Guevara, Antonio Gramsci, Gamal Abdel Nasser, Fidel Castro, León Trotski, entre otros.[cita requerida]
A su vez, el chavismo  se ha caracterizado por una oposición a la política exterior estadounidense, buscando construir alianzas entre países de América Latina y del Caribe, así como con países de otras latitudes opuestos a los intereses estadounidenses tales como la República Popular China, Irán, Siria, Rusia, entre otros. Asimismo, en Venezuela también se ha usado el término «castrocomunismo» para señalar que el proyecto político liderado por Hugo Chávez intentaría implantar un comunismo de corte castrista en Venezuela.
El uribismo en Colombia intento asociar toda idea de democracia, pluralidad e igualdad propuesta por la campaña de la “Gran Coalición por la Paz” que postulaba a Petro, con la descalificación de castrochavismo.

## Impacto en Colombia
El vocablo ha ganado gran popularidad en el círculo político colombiano gracias a Álvaro Uribe Vélez, quién ha usado el término en repetidas ocasiones para referirse a sus adversarios políticos. Aunque La Revolución cubana de 1959 dista mucho del fenómeno populista del chavismo de finales de los años noventa. 
El argumento presentado por Álvaro Uribe Vélez gira en torno a la idea de que la entrada del antiguo grupo guerrillero convertido en partido político, FARC, al sistema político sería el fin de la democracia porque ellos se quedarían con el poder, y acabarían con las instituciones y con la separación de poderes. De acuerdo al analista político Andrei Gómez Suárez el castrochavismo como «dispositivo retórico» cumple el propósito de despertar entre los colombianos tres temores:
- El perder la identidad nacional (bajo una amenaza externa)
- Que se imponga una dictadura (una amenaza a la libertad)
- Que se instale el comunismo (una amenaza interna a la propiedad privada).

### Impacto en las elecciones presidenciales de Colombia de 2018

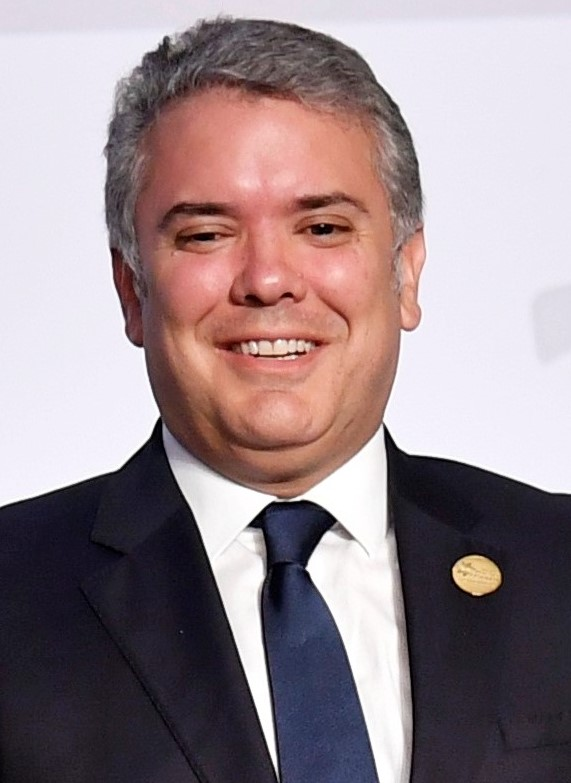
Gustavo Petro ha sido acusado por Iván Duque de ser castrochavista, lo cual el mismo Petro rechazó.

Durante la campaña presidencial de 2018, el entonces candidato Iván Duque señaló a Gustavo Petro de ser partidario del castrochavismo, declarando que «no permitiremos que Colombia se vuelva como Venezuela» y que él «sería infeliz siendo gobernado por Gustavo Petro».
Asimismo, varios integrantes del Centro Democrático, incluyéndolo, han afirmado que su labor política estará enfocada en «vencer la amenaza de la izquierda, y combatir la miseria que trae el socialismo del siglo XXI a Colombia». Afirmando que la posible llegada al poder de Petro llevaría a que Colombia se convierta en una «segunda Venezuela». Sin embargo, varios analistas políticos han afirmado que dichas declaraciones eran parte de una estrategia política y publicitaria para ganar adeptos por medio del miedo y la desinformación sobre las políticas propuestas por Petro.
Por otra parte, aunque Petro en su momento alabó la propuesta de «cambio pacífico» que representó Hugo Chávez para América Latina, rechazó que Chávez, según Petro, planteara que la redistribución de la renta petrolera venezolana fuese socialismo y afirmó que «la riqueza nace de economías productivas y modernas». En este sentido, Petro declaró que en Venezuela:

“ quieren seguir viviendo de exportar petróleo y acabar la vida en el planeta, son fuerzas de la muerte, así se llamen izquierdistas ”.

Adicional a esto Gustavo Petro ha señalado que «el castrochavismo no existe». De igual manera, Petro ha reconocido que él anteriormente fue de izquierda, pero que su programa de gobierno no era socialista afirmando que «eso no funcionó» y que en cambio apoyaba el desarrollo en Colombia de lo que llamó un «capitalismo democrático».
Durante la campaña presidencial de 2018 el expresidente colombiano César Gaviria se ha referido al término de la siguiente manera:

“Aquí hay quienes pretenden volver esta campaña una campaña de miedo, dicen que nosotros somos castrochavistas, lo que es un embuste y una teoría tonta, además de ser una expresión ridícula”.

## Uso fuera de Colombia
El término y las acusaciones sobre el “castrochavismo” han aparecido fundamentalmente en contextos electorales latinoamericanos, habiéndose registrado su uso en países como Ecuador, Bolivia, Perú, Brasil, Argentina, México, e incluso despuntando a países extrarregionales como España y hasta los Estados Unidos. En este último país, Trump acusó en su fallida campaña de reelección no solamente a Biden de ser un “castrochavista”, repartió también el mismo calificativo a Bernie Sanders y a Alexandria Ocasio-Cortez, mientras que señaló al expresidente Álvaro Uribe de ser el principal aliado continental de Estados Unidos en contra del “castrochavismo”.
La campaña de Trump apeló fuertemente al miedo al castrochavismo, al socialismo y al comunismo en el estado de Florida (como si se tratara de amenazas reales), un estado con fuerte presencia de migrantes cubanos, venezolanos y colombianos, y se ha estimado que esto resultó fundamental para su victoria electoral en este estado. A propósito de esto, Yan Basset, quien dirige el Grupo de Estudios de la Democracia de la Universidad del Rosario, ha señalado que el discurso del miedo con la figura del castrochavismo se volvió una “receta” para candidatos de derecha a raíz de su triunfo en las elecciones de Colombia de 2018, esto incluyéndose con una variada estrategia política de desinformación operada en la amplitud de las redes sociales.
Después de las elecciones en los Estados Unidos de 2020, The New York Times dio cuenta de diversas teorías conspirativas en español sobre un supuesto fraude electoral en las elecciones presidenciales, viralizadas en medios como Twitter y plataformas de Facebook, en donde se decía que la victoria había sido “robada” al candidato Trump, encontrándose en el eje de tales alegaciones la responsabilidad y la intromisión del “castrochavismo”. Un integrante del equipo legal de Trump llegó a decir que el voto en varios estados había sido “pirateado” gracias a tecnología desarrollada por Hugo Chávez en Venezuela, y Rudolph Giuliani comentó en una rueda de prensa que las elecciones habían sido amañadas por una empresa “propiedad de afiliados de Chávez y Maduro”.
El término ha sido constantemente utilizado como una herramienta de ataque político que ha buscado influir en el debate político introduciendo una lógica del miedo, a través de la recurrida metáfora de la conjetural “venezolanizacion” de los países en donde se ha reproducido esta narrativa de alarma y denuncia. Independientemente de esto, la situación de Venezuela si ha generado preocupación, sobre todo a sus países vecinos con motivo de la migración de refugiados venezolanos, por lo que en el imaginario de determinados sectores de sus sociedades la preocupación sobre Venezuela ha calado en mayor medida e inclusive ha provocado sentimientos xenófobos.